# Ігнаткін Іван Олександрович
Іван Олександрович Ігна́ткін (8 лютого 1907, Ірміне — 20 жовтня 1991, Київ) — український радянський архітектор, мистецтвознавець, історик архітектури; кандидат архітектури з 1962 року, доктор архітектури з 1977 року, професор з 1979 року.

## Біографія
Народився 8 лютого 1907 року на руднику Ірміне (тепер місто Ірміно Луганської області). 1932 року закінчив Харківський інженерно-будівельний інститут, де у 1934—1941 роках й працював.
Протягом 1935—1938 років був завідуючим навчальною частиною Харківського архітектурного технікуму.
У 1938 році став викладачем курсу історії архітектури, архітектурної композиції та історії мистецтв, працював завідувачем кафедри архітектурної композиції, деканом архітектурного факультету Харківського інституту інженерів комунального будівництва..
У липні 1941 року став директором Харківського інституту інженерів комунального будівництва і на цій посаді був до 1944 року, організувавши евакуацію університету з Харкова восени 1941 року та повернення до Харкова у 1943-му.
У 1944—1950 роках працював у Київському інженерно-будівельному інституті; від 1950 року — керівник сектору теорії Інституту історії та теорії архітектури Києві. Викладав також у Київському університеті.
Помер в Києві 20 жовтня 1991 року.

## Праці
Досліджував історію архітектури та мистецтва. Автор розділів у виданнях:
- «Історія Києва» (Київ, 1959—1960, томи 1—2);
- «Нариси історії архітектури Української РСР» (Київ, 1962);
- «Історія українського мистецтва» (Київ, 1967—1970, томи 4—5)[3].

Праці:
- «Киев». Москва, 1948 (рос.);
- «Олексій Миколайович Бекетов». Київ, 1949;
- «Чернигов». Москва, 1955 (рос.);
- «Видатні російські зодчі». Київ, 1959;
- «Полтава». Київ, 1966 (у співавторстві);
- «Архитектура классицизма на Украине». Ленинград, 1974 (рос.);
- «Охрана памятников истории и культуры». Київ, 1990 (рос.).